# Castromocho
Castromocho es un municipio y localidad española de la provincia de Palencia, en la comunidad autónoma de Castilla y León. Situado en la comarca de Tierra de Campos, cuenta con una población de 197 habitantes (INE 2024).

## Geografía
Se encuentra al suroeste de la provincia de Palencia, en medio de la amplia y desolada llanura de la Tierra de Campos. Pertenece al partido judicial de Frechilla y tiene una extensión de 53 hectáreas. Está situado a orillas del río Valdeginate. Su término municipal limita con los de Fuentes de Nava, Baquerín de Campos, Torremormojón, Villerías de Campos, Boada de Campos, Capillas, Villarramiel y Abarca de Campos. Se sitúa a 25 km de la capital palentina por la N-610 dirección Benavente.

## Medio natural

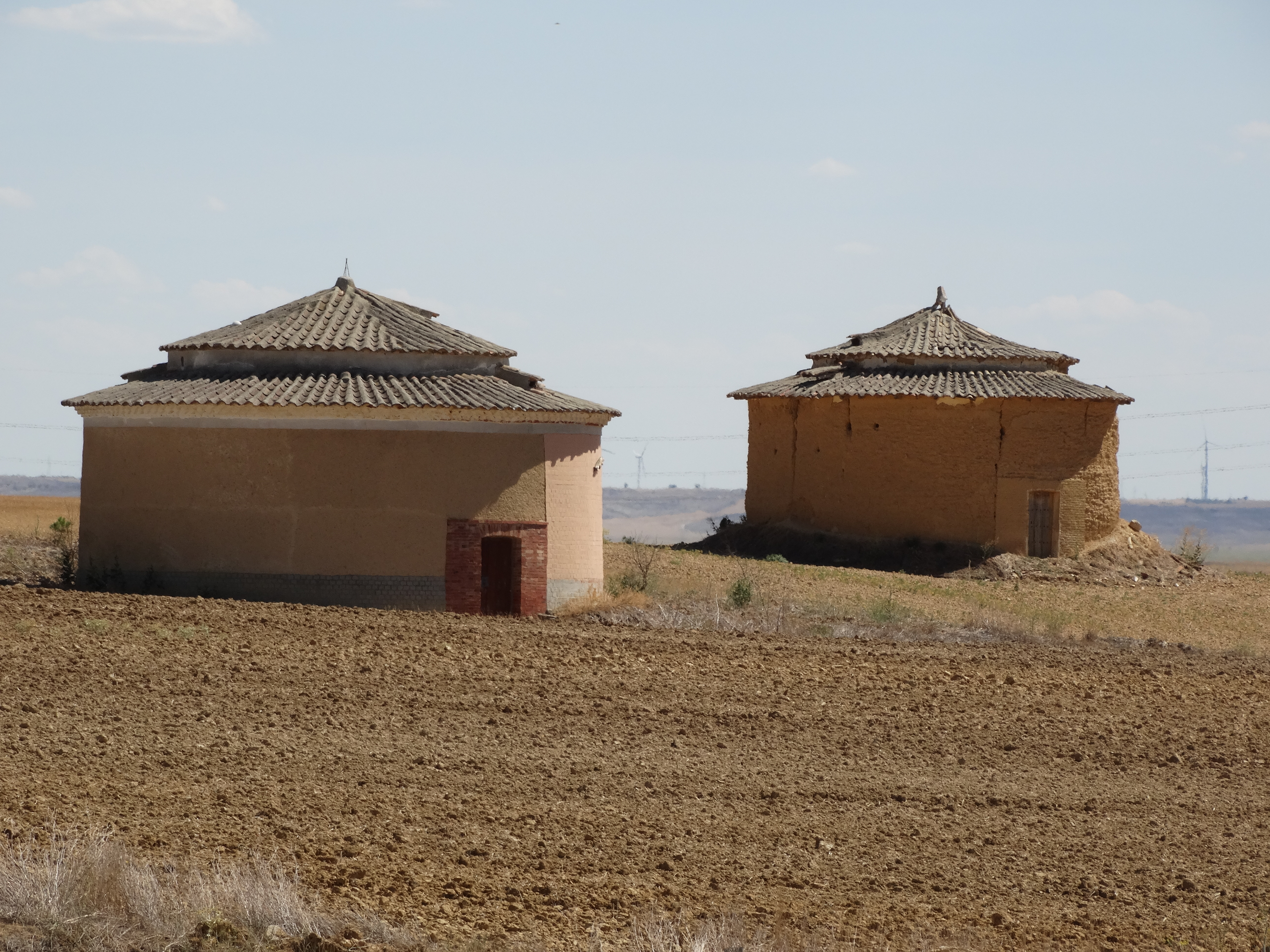
Palomares en Castromocho

Parte de su término municipal está integrado dentro de la Zona de especial protección para las aves denominada La Nava - Campos Norte perteneciente a la Red Natura 2000.
Por esta villa fluye el río Valdeginate, afluente del río Carrión, al cual desemboca en el término municipal de Palencia.

## Historia
Hasta el momento no se tiene noticia de ningún documento escrito que testifique la fundación de Castromocho. Existen, no obstante, indicios para pensar que ya en tiempo de los romanos e incluso antes existió en la ladera del cerro de San Pelayo un asentamiento humano. Un devastador incendio, posiblemente provocado por las incursiones bárbaras en estas tierras, hizo que aquel primer asentamiento desapareciera.[cita requerida] Con la Reconquista y posterior repoblación de Castilla, fue repoblado de nuevo hacia 1100. Debió ser por esta época cuando se construyó la muralla. Aun así, se puede establecer la siguiente cronología histórica del municipio:
Prehistoria
En el cerro de San Pelayo se han encontrado restos de cabañas que datan de la primera Edad de Hierro.
Edad Antigua
También en el cerro de San Pelayo se han producido hallazgos de época romana (F.J. Martín-Gil et al.)
Edad Media
En los inicios del siglo xii se escribe sobre Castromocho como una repoblación del conde Rodrigo González de Cisneros tras la conquista de este territorio a los musulmanes. La alternancia en el control del poblado por parte de los Castro y los Cisneros dio lugar al actual escudo heráldico de dos torres y dos cisnes.
Siglo de Oro
Durante esta época de esplendor, Castromocho contó con tres iglesias, dos de ellas parroquias y más de treinta clérigos a su servicio; llegó a ser arciprestazgo; se fundó un convento de frailes franciscanos; tuvo varios centros de asistencia a los más necesitados llamados hospitales y varias ermitas diseminadas en distintos puntos del casco urbano. Según las notas históricas de Lorenzo González de Arenillas fue también en esta época cuando nació y fue bautizado en la parroquia de Santa María el padre de Lope de Vega el 6 de septiembre de 1523. De ahí la hipótesis -según dicho autor- de que Lope de Vega hubiera podido haber sido concebido e incluso hasta nacer en Castromocho. Digno de resaltar —si bien pertenece a una época anterior—  es la visita que el ilustre Cardenal Cisneros hizo a una prima carnal suya que vivía en la calle Zorita, n.º 2, hoy calle Padre Faustino Calvo, n.º 4.
Industrialización
En Castromocho la línea Compañía del Ferrocarril Económico de Valladolid a Medina de Rioseco -en su ramal de Palencia-, conocido como el tren burra, tenía una estación anexa a la zona industrial donde se situaban las harineras, la fundición y otras empresas. La línea de tren cerró en 1969. La mecanización del campo y la emigración a las grandes ciudades a mediados de los años sesenta (éxodo rural) hizo que el pueblo fuera cada vez a menos hasta quedarse en los 200 habitantes que llegó a tener. La industria de épocas anteriores ha desaparecido por completo: la fundición de los Urbones se cerró a finales de los 60, luego le llegó el turno a la fábrica de harinas de Castrillo y pocos años después a la harinera de los Ángeles, al silo Viejo y Nuevo y por último a la pequeña industria de quesos Ciri que existió hasta hace muy pocos años. En la actualidad la mayoría de sus habitantes viven de la agricultura y ganadería.
Urbanismo
En los últimos años se han ido arreglando paulatinamente sus calles. Se han mejorado considerablemente también todas sus plazas y parques de recreo. El adobe, tan arraigado en las construcciones de la meseta castellana, ha dado paso al ladrillo y ya cada vez son más las fechadas que se recubren de este material. Este material sirve también como elemento constructivo básico para los ejemplos de viviendas en estilo modernista rural castellano existentes en su casco urbano.

## Geografía humana

### Demografía
Cuenta con una población de 197 habitantes (INE 2024).

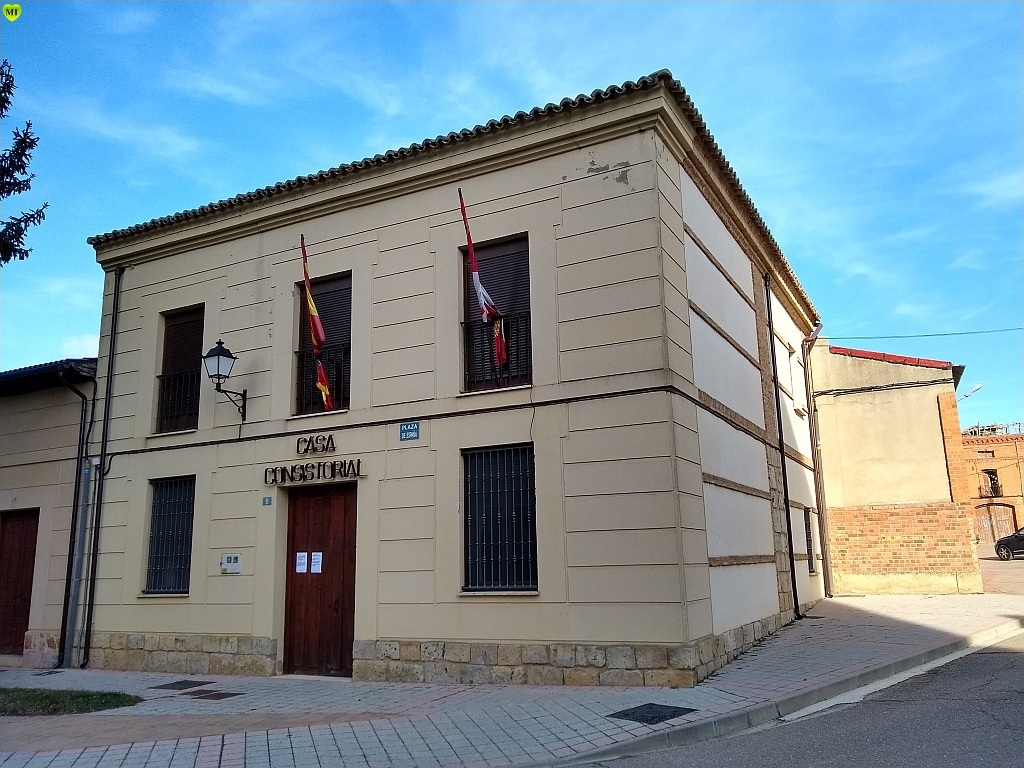
Casa consistorial

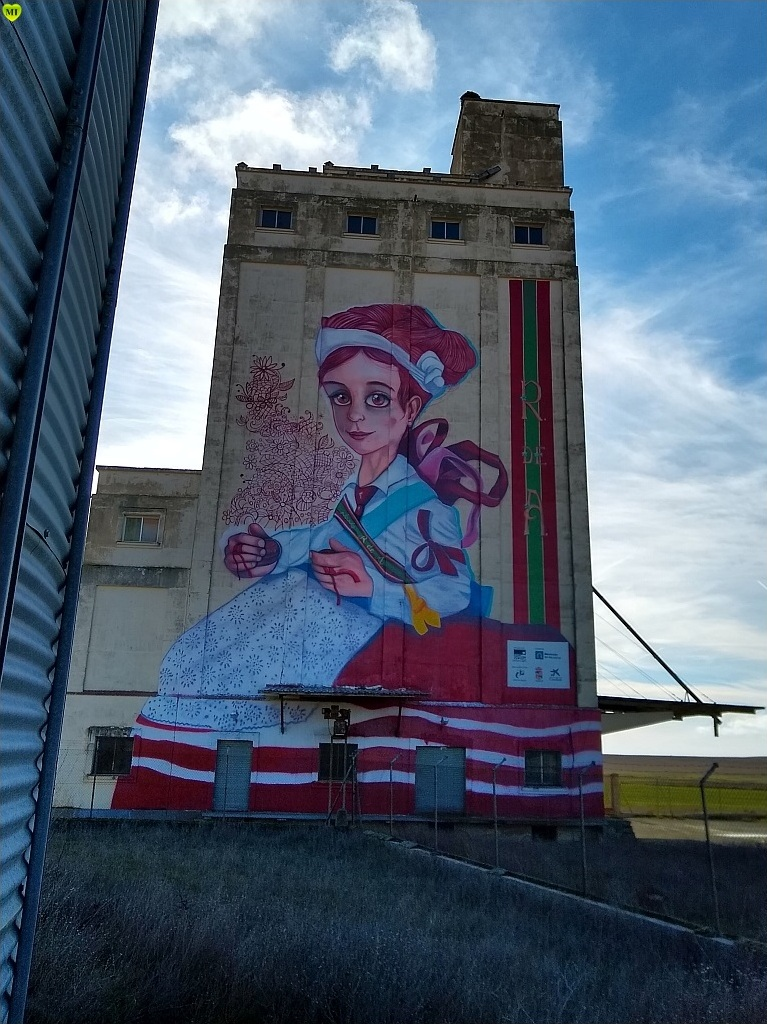
Mural

| Gráfica de evolución demográfica de Castromocho entre 1842 y 2021                                                     |
| |
| Población de derecho según los censos de población del INE. Población de hecho según los censos de población del INE. |

## Cultura

### Patrimonio

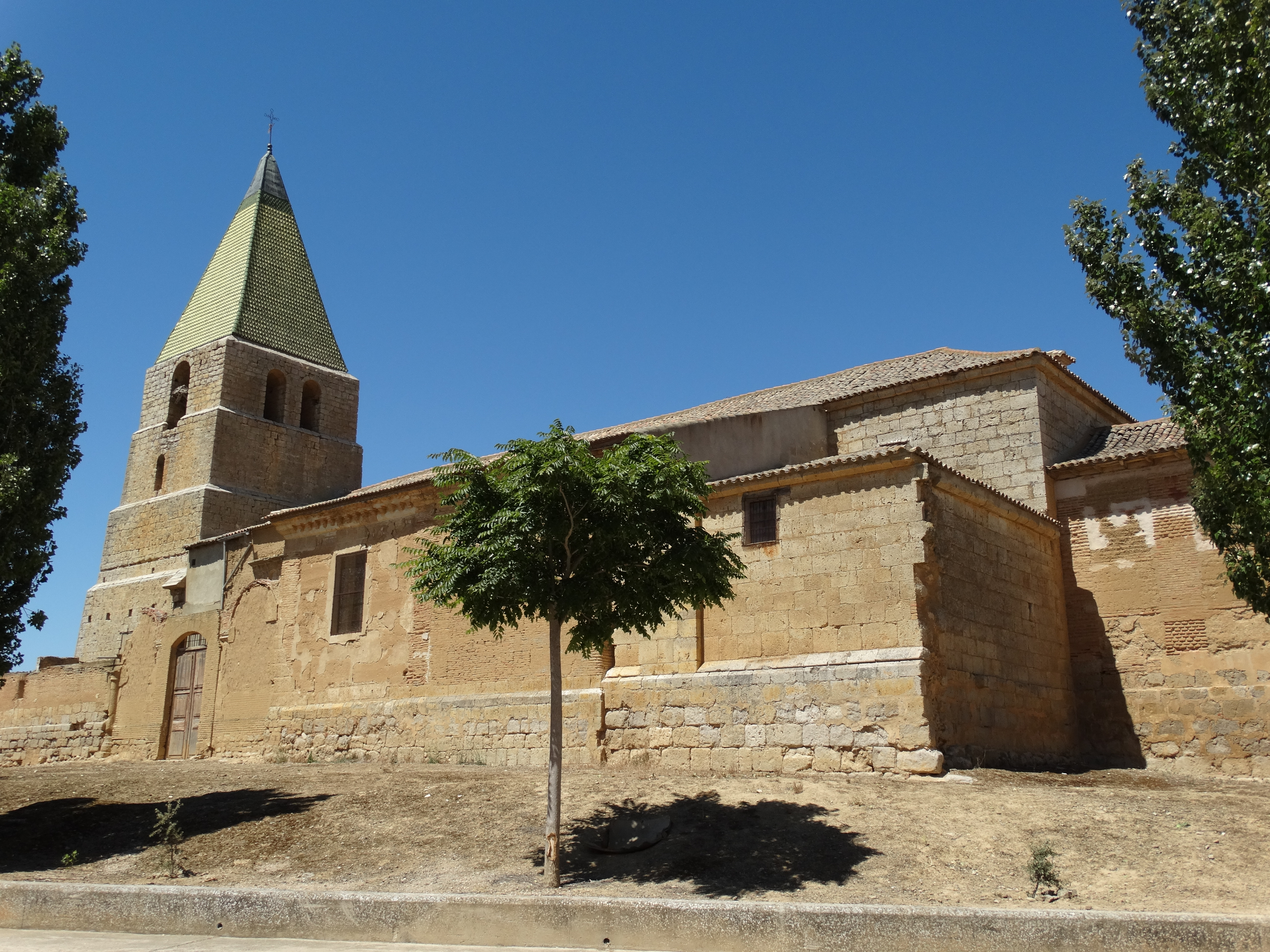
Iglesia de Santa María de Colaña

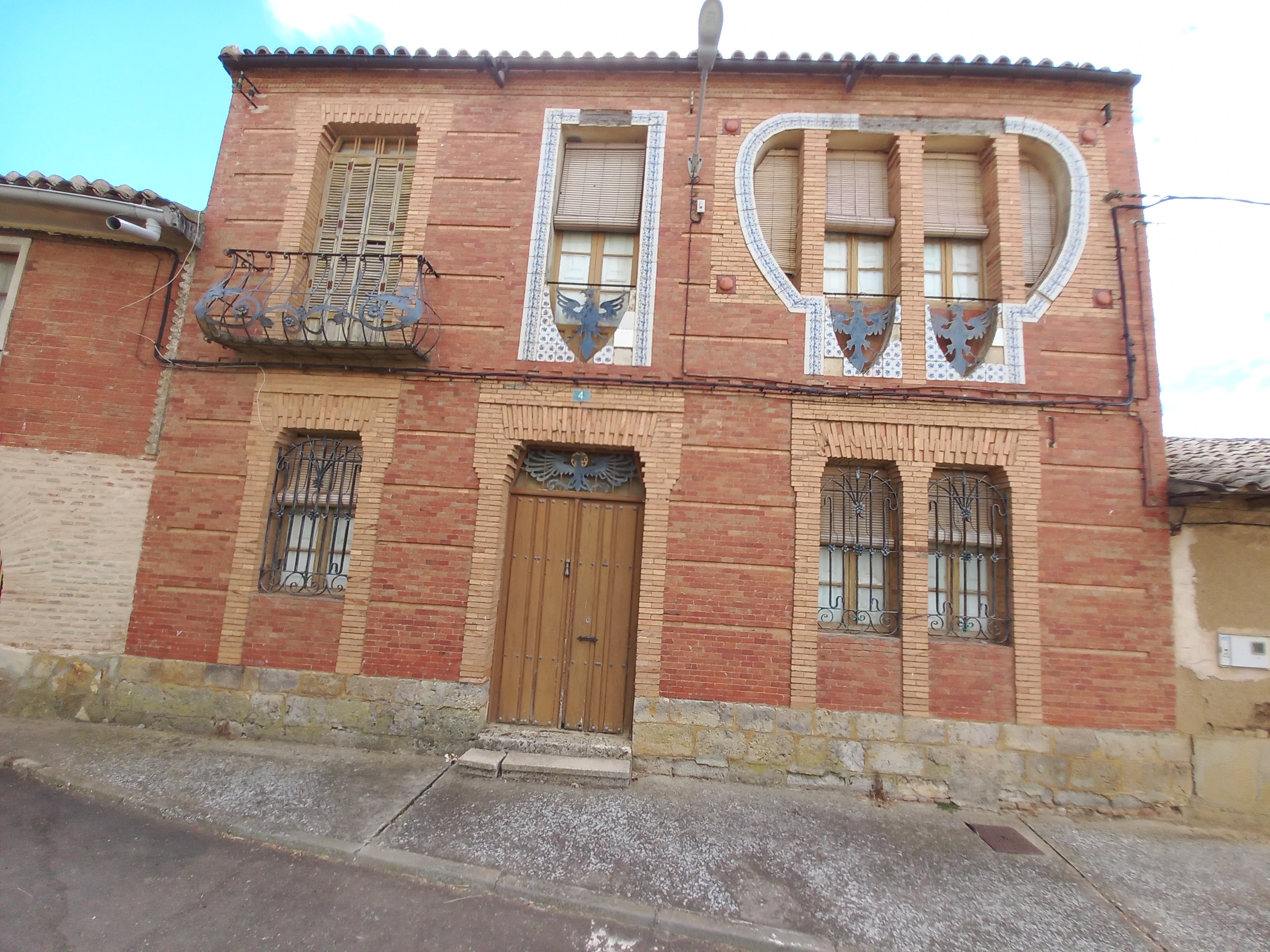
Vivienda en estilo modernista castellano.

- Iglesia de Santa María de Colaña. Iglesia que data del siglo xv, y se pueden encontrar varios estilos artísticos, desde mudéjar y bizantino hasta gótico y barroco. En ella se encuentra la escultura de Luisa Roldán (La Roldana) Nuestra Señora Reina de los Ángeles, patrona de Castromocho.
- Iglesia de San Esteban. Esta iglesia data del siglo xvi; empezó a construirse en 1545 y no se acabaría hasta tres siglos después años después, en torno a 1822. Es una iglesia totalmente gótica y la sacristía cuenta con un artesonado mudéjar. En el coro se puede encontrar un órgano que se hallaba en el convento de los franciscanos (actualmente destruido) y datado en 1765, siendo uno de los pocos ejemplos de órgano con fuelle de cuña con cuatro bombas. Las portadas son platerescas y dentro de la iglesia se encuentra una inscripción que pone: «Año 1566, Pontífice Máximo Pío V y Rey, Felipe II». Dos lienzos de Luis Lopez (datados en 1822 y 1830) presiden el presbiterio.
- Reloj de la villa. Lo mandaron colocar los duques de Osuna y de Benavente. La torre donde se encuentra es el punto más alto del pueblo y es del siglo xix.
- Cooperativa Católica Agraria. Más conocido como el sindicato. Actualmente es el único bar del pueblo. Fue fundado el 10 de julio de 1911 por Dionisio Benito, cura e hijo del pueblo, siguiendo las premisas del P. Sisinio Nevares. Entre los contribuyentes de dicha Cooperativa destacaron los Herrero del Corral, especialmente el potentado Clemente Herrero del Corral. La planta de arriba sería de usos múltiples a partir de 1954 y hasta 1962 en que se habilitó como cine parroquial. El 3 de marzo de 1991 desaparece como Cooperativa.

### Fiestas
- 17 de enero: San Antón y matanza tradicional.
- Febrero: Carnaval.
- 1 de marzo: Día del huevo del ángel.
- Marzo/abril: Semana Santa.
- Semana posterior al Corpus Chistri: La octava del corpus.
- 2 de agosto: Nuestra Señora Reina de los Ángeles, día del castromochino ausente.
- Tercer domingo de septiembre: se celebra la romería de la Reina de los Ángeles.
- Finales de septiembre y principios de octubre: la vendimia.
- 26 de diciembre: San Esteban. Fiestas patronales.